# Liste der Kulturdenkmale in Nortorf (Wilstermarsch)
In der Liste der Kulturdenkmale in Nortorf sind alle Kulturdenkmale der schleswig-holsteinischen Gemeinde Nortorf (Kreis Steinburg) und ihrer Ortsteile aufgelistet (Stand: 10. März 2025).

## Legende
In den Spalten befinden sich folgende Informationen:
- Objekt-ID: die Nummer des Kulturdenkmales
- Lage: die Adresse des Kulturdenkmales und die geographischen Koordinaten. Kartenansicht, um Koordinaten zu setzen. In der Kartenansicht sind Kulturdenkmale ohne Koordinaten mit einem roten Marker dargestellt und können in der Karte gesetzt werden. Kulturdenkmale ohne Bild sind mit einem blauen Marker gekennzeichnet, Kulturdenkmale mit Bild mit einem grünen Marker.
- Offizielle Bezeichnung: Bezeichnung des Kulturdenkmales
- Beschreibung: die Beschreibung des Kulturdenkmales
- Bild: ein Bild des Kulturdenkmales

## Bauliche Anlagen
| Objekt-ID      | Lage                                       | Offizielle Bezeichnung | Beschreibung | Bild |
| -------------- | ------------------------------------------ | ---------------------- | --- | ---- |
| 15671          | Diekdorf 124 (53° 55′ 21″ N, 9° 21′ 21″ O) | Husmannshus            | Husmannshus; verm. 18. Jh.; Fachhallenhaus überwiegend reetgedeckt, zwei Ausbauten und ein dreistufiger Steilgiebel mit Brettbeplankung über den weiß gestrichenen Wohnteilfassaden, Halbwalm über dem Hofgiebel - Begründung: geschichtlich, wissenschaftlich, Kulturlandschaft prägend - Schutzumfang: gesamtes Objekt - Denkmaltyp: Bauliche Anlage | BW   |
| 15667 Wikidata | Dwerfeld 2 (53° 55′ 1″ N, 9° 20′ 25″ O)    | Barghus                | Barghus; 18. Jh.; Haupthaus einer Hofanlage mit Walmdach über dem Wirtschaftsteil, Hausgerüst mit zwei Stühlen aus Kiefernholz, Wohnteil mit Satteldach 1922 erneuert - Begründung: geschichtlich, wissenschaftlich, Kulturlandschaft prägend - Schutzumfang: gesamtes Objekt - Denkmaltyp: Bauliche Anlage                                            | BW   |
| 15668          | Rumfleth 11 (53° 55′ 55″ N, 9° 21′ 17″ O)  | Husmannshus            | Husmannshus; um 1840; Fachhallenhaus von 12 Fach, Kreuzhaus mit reetgedeckten Halbwalmdächern, ursprünglich Durchgangshaus von 11 Fach mit Heckschur, nachträglich am Wirtschaftsteil um ein Fach verlängert - Begründung: geschichtlich, wissenschaftlich, Kulturlandschaft prägend - Schutzumfang: Husmannshus, - Denkmaltyp: Bauliche Anlage        | BW   |
| 15669 Wikidata | Rumfleth 13 (53° 55′ 48″ N, 9° 21′ 31″ O)  | Fachhallenhaus         | Alteintragung (Aktualisierung vorgesehen) - Begründung: geschichtlich, Kulturlandschaft prägend - Schutzumfang: gesamtes Objekt - Denkmaltyp: Bauliche Anlage | BW   |
| 15674 Wikidata | Schotten 17 (53° 55′ 1″ N, 9° 19′ 31″ O)   | Fachhallenhaus         | Wohn- und Wirtschaftsgebäude; Ende 18. Jh., 1904 erweitert; im Kern Fachhallenhaus von 10 Fach mit Durchgangsdiele, später verlängert, Halbwalmdach über dem Wirtschaftsteil, Satteldach über dem Wohnteil, Reetdeckung - Begründung: geschichtlich, Kulturlandschaft prägend - Schutzumfang: gesamtes Objekt - Denkmaltyp: Bauliche Anlage            | BW   |

## Quelle
- Liste der Kulturdenkmale in Schleswig-Holstein – Kreis Steinburg